# Криосат-1
CryoSat-1 (Криосат-1) — искусственный спутник Земли Европейского космического агентства (ЕКА), предназначенный для измерения толщины и площади ледового покрова Антарктиды, Гренландии, Исландии, высокоширотных океанских зон, а также горных ледников. Спутник должен отслеживать динамику изменения ледников и прояснить вопрос о влиянии на них глобального потепления. Создан в рамках программы ЕКА «Живая планета».
- вес аппарата: 373 кг;[1]
- габариты: длина — 4,5 м, высота — 2,4 м, ширина — 1,9 м;
- орбита: полярная высотой 721/749 км;
- стоимость: около 140 млн евро.

Разработка спутника началась в 2002. 8 октября 2005 года спутник был потерян в момент выведения из-за аварии ракеты «Рокот».

## Криосат-2
26 февраля 2006 ЕКА объявила, что спутник будет создан заново. 9 апреля 2010 года в 13:57:05 UTC (17:57:05 МСК) с космодрома Байконур был выполнен пуск ракеты-носителя «Днепр» со спутником CryoSat-2 на борту. В 14:13 UTC (18:13 мск) космический аппарат отделился от последней ступени носителя и вышел на расчётную околоземную орбиту.